# Уикенхайзер, Дуг
Дуглас Питер Уикенхайзер (англ. Douglas Peter Wickenheiser; 30 марта 1961, Реджайна, Канада — 12 января 1999, Сент-Луис, США) — канадский профессиональный хоккеист.

## Биография

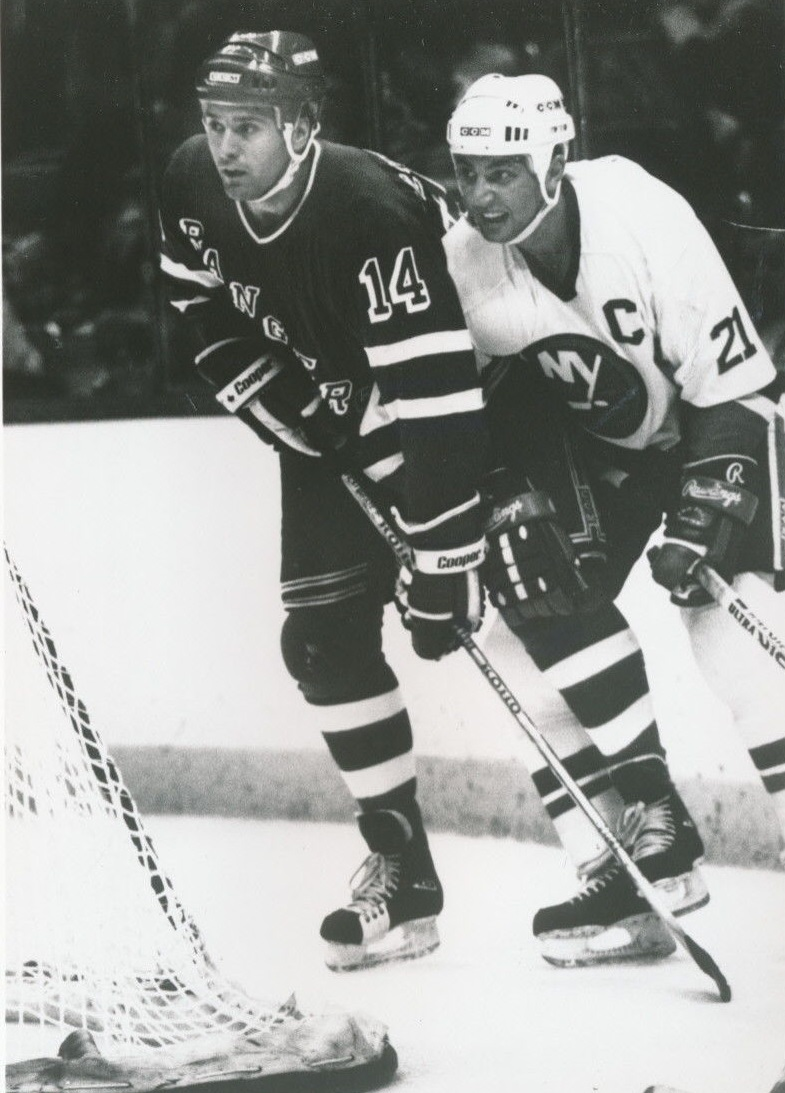
Дуг Уикенхайзер в матче за «Рейнджерс»

Дуглас Уикенхайзер родился 30 марта 1961 года в городе Реджайна, что находится в провинции Саскачеван в центральной части Канады. первой командой игрока стал клуб «Реджайна Блюз», за который Дуглас дебютировал в юниорской лиге в сезоне 1976/77. В следующем году выступал за команду «Реджайна Пэтс» в хоккейной лиге Западного Побережья, затем ещё два сезона провёл за этот же клуб в Западной хоккейной лиге. В сезоне 1979/80 был капитаном клуба, также был признан лучшим игроком Канадской хоккейной лиги и получил Боб Браунридж Трофи. В 1980 году на драфте Национальной хоккейной лиги был выбран под первым номером командой «Монреаль Канадиенс». Это решение было неожиданным, болельщики хотели видеть в клубе Дени Савара.
15 октября 1980 года дебютировал за «Монреаль» в национальной хоккейной лиге в матче против команды «Вашингтон Кэпиталз». За команду выступал до 1984 года, вместе с Жильбером Делормом и Грегом Паславским был обменян на Перри Тёрнбулла. С 1984 по 1987 — игрок «Сент-Луиса», в сезоне 1985/86 с командой стал полуфиналистом плей-офф кубка Стенли. 13 марта 1985 года попал под машину и получил тяжёлую травму левого колена, в дальнейшем уже не вышел на прежний уровень. С 1987 по 1990 выступал за клубы НХЛ «Ванкувер Кэнакс», «Нью-Йорк Рейнджерс» и «Вашингтон Кэпиталз». Всего в НХЛ в регулярном сезоне провёл 556 матчей, забросил 111 шайб и отдал 156 голевых передач. В плей-офф НХЛ в 41 матче отметился 4 шайбами и 7 голевыми передачами. Провёл 26 матчей за сборную Канады.
В 1990 году отправился за океан, подписал контракт с итальянской командой «Азиаго». С 1990 по 1992 выступал за «Азиаго», швейцарскую команду «Цуг», немецкие «Байройт» и «Унна» и австрийскую «Клагенфурт». Затем вернулся в США, с 1992 по 1994 года выступая за клубы Интернациональной хоккейной лиги «Пеория Ривермен» и «Форт-Уэйн Кометс».
В августе 1994 года у Дуга Уикенхайзера была обнаружена эпителиоидная саркома, редкая форма рака в запястье. Опухоль была удалена, однако, три года спустя, в октябре 1997 года была обнаружена раковая опухоль в лёгких. Дуглас Уикенхайзер скончался 12 января 1999 года в возрасте 37 лет в Сент-Луисе, оставив после себя жену и трёх дочерей. Похоронен на Воскресенском католическом кладбище в Аффтоне (штат Миссури).
В родном городе Дугласа, Реджайне, его именем была названа ледовая арена, а клуб «Реджайна Блюз» вывел 14-й номер из обращения. В марте 2000 года его тесть, Тед Пеппл, опубликовал книгу о его биографии «Последнее вбрасывание: история Дуга Уикенхайзера». С 1997 года проводится турнир по гольфу Wickenheiser Golf Classics. Перед началом сезона 2000/01 Западной хоккейной лиги награда Благотворитель года, вручаемая игроку лиги, проявившему себя в общественной и благотворительной деятельности, была переименована в честь Дуга и стала называться Дуг Уикенхайзер Мемориал Трофи.